# 小田村 (兵庫県)
小田村（おだむら）は兵庫県川辺郡に属していた村。現在の尼崎市東部、JR尼崎駅を中心とする区域。
概ね北が名神高速道路、西が福知山線、東が猪名川、南が阪神なんば線に囲われた区域に相当する。明治末期より阪神工業地帯の中枢として発展を続け、合併直前には尼崎市（初代）と匹敵する人口を擁していた。現在の尼崎市章が初代の市章に小田村の「小」の字を組み合わせたものとなっている。

## 歴史
- 1889年（明治22年）4月1日 - 町村制の施行により、久々知村、下坂部村、潮江村、次屋村、浜村、西川村、善法寺村、額田村、高田村、神崎村、長洲村、杭瀬村、梶ヶ島村、常光寺村、西長洲村、金楽寺村、今福村、大物村が合併して川辺郡小田村が発足。
- 1936年（昭和11年）4月1日 - 尼崎市と新設合併し、尼崎市（二代目）が発足。同日、小田村が消滅。

## 人口
- 1920年 20,262
- 1925年 30,760
- 1930年 40,290
- 1935年 54,484

## 交通

### 鉄道路線
- 鉄道省
  - 東海道本線
    - 神崎駅（現・JR尼崎駅）

  - 福知山線（支線）
    - 金楽寺駅
- 阪神電気鉄道
  - 本線
    - 杭瀬駅

  - 伝法線
    - 村内に鉄道駅はなし

  - 阪神国道線
    - 左門殿橋駅 - 北杭瀬駅 - 東長洲駅

### 道路
- 国道2号